# Slavia Prag
Der Sportovní klub Slavia Praha, kurz SK Slavia Praha und im deutschen Sprachraum allgemein bekannt als Slavia Prag, ist ein traditionsreicher Sportklub aus der tschechischen Hauptstadt Prag. Er wurde 1892 von tschechischen Studenten gegründet. Seit dem ersten Spiel 1896 trägt die Fußballmannschaft traditionell ein rot-weiß geteiltes Trikot, mit einem roten Stern auf der linken Seite. Slavia gilt als bürgerlicher Klub der Intellektuellen, sein großer Rivale ist der Arbeiterverein Sparta Prag. Nach Einführung der Tschechischen Liga galt Slavia lange Zeit als ewiger Zweiter, belegte die Mannschaft doch in 15 Spieljahren acht Mal den zweiten Platz. In der Saison 2007/08 gewann Slavia zum zweiten Mal nach 1995/96 die tschechische Meisterschaft, 2008/09 konnte die Mannschaft den Titel verteidigen.

## Vereinsgeschichte

### Die Anfänge

Mannschaft des SK Slavia Prag im Jahre 1903

Am 2. November 1892 gründeten sportbegeisterte Studenten einen Sportverein mit dem Kürzel ACOS was für Akademický cyklistický odbor při Literárním a řečnickém kroužku Slavia stand. Die Literaten und Rhetorikervereinigung Slavia wurde aber schon am 14. Oktober 1894 wegen nationaler Tendenzen verboten. Am 31. Mai 1895 wurde der Sportovní klub Slavia gegründet, die Fußballabteilung folgte am 21. Januar 1896, Slavia ist somit einer der ältesten Fußballklubs Tschechiens. Von 1897 bis 1901 gewann Slavia jedes Jahr die böhmische Meisterschaft. Vom 25. März 1897 bis zum 21. März 1909 war Slavia gegen eine tschechische Elf ungeschlagen und gehörte in dieser Zeit zu den besten europäischen Mannschaften. Diese und die folgenden Jahre waren geprägt durch die Arbeit des schottischen Trainers Johnny Madden, der die Mannschaft bis 1930 trainierte.
Slavia gewann 1908, 1910, 1911 und 1912 den so genannten Charity Cup (auch: Pohár dobročinnosti), den damals wichtigsten Wettbewerb für böhmische Vereine. 1913 und 1915 gewann Slavia die tschechische Meisterschaft (Mistrovství ČSF).

### Profiliga 1925 bis 1939
1925 war Slavia Gründungsmitglied der professionellen 1. Asociační Liga und konnte die erste Saison für sich entscheiden. Nach drei zweiten Plätzen in Folge gewann Slavia die Meisterschaft erneut 1929. In diese Zeit fällt auch die Serie von 27 Spielen ohne Niederlage, die erst im Herbst 1930 beendet wurde. In der Saison 1929/30 verteidigte Slavia den Titel und gewann alle seine 14 Begegnungen. Die Verteidigung des Primats gelang auch 1931. Nach einem zweiten Platz 1931/32 wurde Slavia 1933 zum fünften Mal Tschechoslowakischer Fußballmeister. Auch die nächsten beiden Spieljahre beendete Slavia jeweils auf dem ersten Platz. 1936 ging der Titel nur aufgrund der besseren Tordifferenz an Slavias größten Rivalen Sparta Prag, 1937 wurde wieder Slavia Meister. 1938 wurde Slavia „nur“ Vizemeister, triumphierte dafür im Mitropapokal. 1939 reichte es hinter dem ewigen Konkurrenten Sparta erneut nur zum zweiten Platz.

### Reichsprotektorat Böhmen und Mähren
In den fünf Spieljahren während des Protektorats war Slavia die erfolgreichste Mannschaft und gewann die Meisterschaft von 1940 bis 1943 vier Mal in Folge. 1941 und 1942 waren die Rot-Weißen auch im Tschechischen Pokal erfolgreich, der 1940 zum ersten Mal ausgetragen worden war. Im Spieljahr 1943/44 schoss Josef Bican 57 Tore und stellte damit wohl einen Rekord für die Ewigkeit auf.

### Die ersten Nachkriegsjahre
Am 6. Mai 1945 wurden das Stadion Slavie na Letné und das Vereinsheim von Nationalsozialisten abgebrannt. 1945 gewann Slavia erneut den Tschechischen Pokal, der in jenem Jahr Befreiungspokal (tschechisch: Pohár osvobození) hieß. 1945/46 fand die Liga in zwei Zehnergruppen statt, die jeweils von Sparta und Slavia gewonnen wurden, welche sich in Hin- und Rückspiel im Finale trafen. Sparta gewann mit 4:2 und 5:0. Das Duell der beiden stärksten tschechischen Mannschaften setzte sich auch in den nächsten beiden Jahren fort: 1947 wurde Slavia mit einem Punkt Vorsprung Meister, 1948 triumphierte Sparta aufgrund der besseren Tordifferenz.
An alter Stätte wurde ein neues Stadion errichtet, aber schon bald wurde der Mietvertrag nicht verlängert. Im Stadtteil Vršovice, im so genannten Eden, fand Slavia ein neues Zuhause.
In diesem Jahr fusionierte Slavia mit Sokol Praha VII und spielte unter dem Namen Sokol Slavia Praha VII. 1949 kam es zu einem weiteren Zusammenschluss, diesmal mit Dynamo Praha (ehemals SKEP Praha), Slavia trat unter der Bezeichnung ZSJ Dynamo Slavia Praha an und wurde nur Fünfter.
Slavia musste im Herbst 1948 drei seiner besten Spieler, Ota Hemele, Jiří Trnka und František Ipser an den ATK Prag abgeben. Den Verein verließen im Winter zudem Josef Bican, Vasil Buchta und Stanislav Kocourek. Auf einen Schlag verlor Slavia so sechs Stamm-, davon vier Nationalspieler.

### Die große Krise Anfang der 1950er Jahre
Der negative Trend setzte sich zu Beginn der 1950er Jahre fort. In der Saison 1950 wurde Slavia nur Siebter. Während der Saison 1951 hatten Spieler der Mannschaft verbotenerweise ein Privatspiel ausgerichtet und wurden daraufhin gesperrt. Das stark ersatzgeschwächte Team stieg ab.
In der Zweitligasaison 1952 gelang der sofortige Wiederaufstieg. 1953 wurde der Vereinsname in TJ Dynamo Praha geändert, die Mannschaft musste zum Unmut der Fans in Blau-Weiß spielen. In den nächsten Jahren war Slavia alias Dynamo nur Mittelmaß. 1956 entging Dynamo dem Abstieg nur aufgrund der besseren Tordifferenz gegenüber Dynamo Žilina.

### Mittelmaß und erneuter Abstieg
Die folgenden Jahre kam Dynamo mit Ausnahme des dritten Platzes 1959 nicht über eine Mittelfeldplatzierung in der Liga heraus. 1961 wurde die Mannschaft letzter und stieg zum zweiten Mal in der Geschichte ab. 1964/65 durfte Slavia zum alten Namen und zu den gewohnten rot-weißen Spielfarben zurückkehren und stieg in die 1. Liga auf.

### Im Mittelfeld der Liga: 1960er bis 1980er Jahre
Am 4. September 1965 kam es nach 17 Jahren wieder zu einem Derby zwischen Slavia und Sparta. Das öffentliche Interesse war enorm, vor 50.000 Zuschauern im Stadion Evžena Rošického trennten sich die beiden Mannschaften 2:2. Slavia, Sparta und Dukla beendeten die Saison mit 33 Punkten, Dukla holte sich aufgrund der besseren Tordifferenz den Titel. Nach mäßigen Jahren war die Saison 1973/74 erfolgreicher. Neben dem Gewinn des Tschechischen Pokals stand auch der dritte Platz in der Liga zu Buche. Der dritte Rang war auch in den folgenden Spielzeiten die maximale Platzierung.

### Rückkehr an die Spitze in den 1990er Jahren
Das Jahr 1991 war ein Meilenstein in der Geschichte Slavias. Der tschechisch-amerikanische Unternehmer Boris Korbel stieg als Investor ein und gründete die Aktiengesellschaft SK Slavia Praha fotbal, nachdem er sich mit Sparta, seinem eigentlichen Lieblingsverein, nicht einigen konnte. Als Trainer engagierte er den erfahrenen Václav Ježek, ein Urgestein Spartas. Korbel pumpte für damalige Verhältnisse unerhörte 180 Millionen Tschechischer Kronen in den Klub und holte für Ablösesummen, die inflationsbereinigt immer noch tschechischer Rekord sind, Spieler wie Dragiša Binić, Radim Nečas oder Wladimir Tatartschuk.
In der letzten Saison der Tschechoslowakei, 1992/93, wurde Slavia Vizemeister, der in den nächsten Jahren jeweils bestätigt werden konnte. Korbel verließ den Verein zwar im Sommer 1993 nach einem Streit mit dem Gesamtverein um den Stadionausbau, die Grundlagen für den sportlichen Erfolg waren aber gelegt. 1995/96 wurde Slavia überlegen Tschechischer Meister, es war die erste Meisterschaft nach 49 Jahren. Zu den Leistungsträgern der Meistermannschaft gehörten Torhüter Jan Stejskal, die Abwehrspieler Radek Bejbl und Jan Suchopárek, im Mittelfeld Pavel Novotný, Karel Poborský und Vladimír Šmicer sowie Torjäger Robert Vágner. Trainer war František Cipro. Im UEFA-Pokal 1995/96 gelangte Slavia Prag bis ins Halbfinale, wo sich die Mannschaft Girondins Bordeaux geschlagen geben musste. In der Liga wurde Slavia Vizemeister und gewann den Tschechischen Pokal. 1998 wurde Slavia Zweiter, 1999 Dritter, zudem gelang erneut der Erfolg im nationalen Pokalwettbewerb.

### Jüngste Entwicklung

Logo von Slavia Prag zwischen 1996 und 2022

2000 und 2001 wurde Slavia erneut Zweiter, 2002 lediglich Fünfter, dafür gelang der Elf ein weiterer Sieg im heimischen Pokal. Nach einem zweiten Platz 2003 belegten die Rot-Weißen 2004 nur den vierten Platz. 2005 wurde Slavia erneut Zweiter, 2006 Dritter. Auch 2007 reichte es trotz zwischenzeitlich guter Aussichten nicht für den Meistertitel, abermals musste sich die Mannschaft mit dem zweiten Rang begnügen. In der Qualifikation zur UEFA Champions League 2007/08 besiegte die Mannschaft in der zweiten Runde den slowakischen Meister MŠK Žilina, in der dritten Runde Ajax Amsterdam und erreichte so zum ersten Mal in der Vereinsgeschichte die Champions League. Dort belegte Slavia Prag den 3. Platz hinter dem FC Sevilla und dem FC Arsenal. Einzig Steaua Bukarest konnte man hinter sich lassen. Gegen den FC Arsenal verlor die Mannschaft im Emirates Stadium mit 0:7.
In den vergangenen Jahren hatte Slavia unter wirtschaftlichen Problemen zu kämpfen und musste die besten Spieler abgeben. Insgesamt fünf Mal bis 2007 scheiterte Slavia in der letzten Qualifikationsrunde zur UEFA Champions League. Ein weiteres Problem war, dass Slavia kein eigenes Stadion hatte. Ins Stadion Evžena Rošického kamen weit weniger Zuschauer als noch ins Stadion Eden, Slavia fehlte ein Heimvorteil wie ihn andere Mannschaften hatten. Nach der Eröffnung der neuen Synot Tip Aréna am 7. Mai 2008 mit einem Spiel gegen den englischen Club Oxford University AFC konnte Slavia am 17. Mai 2008 durch ein 2:2 gegen den FK Jablonec 97 den Meistertitel im neuen Stadion feiern. In der Saison 2008/09 konnte Slavia den Titel bereits zwei Spiele vor Ende der Saison verteidigen.
Trotz der Teilnahme an internationalen Wettbewerben und nationalen Erfolgen gelang es dem Verein jedoch nicht, seine wirtschaftliche Situation zu verbessern. Nach dem Ausstieg Korbels wurde ein Drittel der Vereinsaktien an die britische ENIC Group verkauft, die sich im Gegenzug finanziell am Stadionneubau beteiligte. Nach anhaltenden Differenzen trennten sich die Briten 2006 wieder von ihrem Anteil, stellten Slavia jedoch die bis dahin getätigten Investitionen in Rechnung. Anfang Mai 2011 beliefen sich allein die Verbindlichkeiten gegenüber ENIC auf 4,2 Millionen Euro, gleichzeitig war aufgrund der mittlerweile kompliziert gewordenen Besitzverhältnisse unklar, wer das Sagen im Verein hat. Die Fans reagierten auf das anhaltende Führungschaos mit Stadionprotesten. Es kam sogar zu gewaltsamen Ausschreitungen, in deren Folge das Rückspiel im Pokalhalbfinale gegen Sigma Olmütz nach der ersten Halbzeit abgebrochen werden musste und Olmütz am Grünen Tisch der Sieg zuerkannt wurde.
Zwischenzeitlich wurde zwar mit der Natland Group ein neuer Investor gefunden, der mit einer Finanzspritze dafür sorgte, dass ein Teil der seit Anfang 2011 ausstehenden Spielergehälter gezahlt werden konnte, die Eigentümerstruktur blieb jedoch insgesamt verworren und einer vom ČMFS geforderten Offenlegung der Besitzverhältnisse konnte zunächst nicht nachgekommen werden. Slavia drohten Verlust der Profilizenz und Zwangsabstieg in die Amateurliga. Erst nach der Übernahme weiterer Vereinsanteile durch Natland und der Begleichung von fälligen Verbindlichkeiten konnte am 24. Mai 2011 in einem Berufungsverfahren die Lizenz für die neue Spielsaison gewonnen werden.
Ab 2016 befand sich der Verein zu 99 % im Besitz der chinesischen Konglomerats CEFC China Energy. Seit 2018 wird er gemeinsam von der CITIC Group und der Sinobo Group kontrolliert.

## Erfolge
| Wettbewerb                                  | Jahr |
| Tschechoslowakischer Meister                | 1918 (inoffiziell), 1923 (inoffiziell), 1924 (inoffiziell), 1925, 1928/29, 1929/30, 1930/31, 1932/33, 1933/34, 1934/35, 1936/37 und 1946/47 |
| Meisterschaft Protektorat Böhmen und Mähren | 1940, 1941, 1942 und 1943 |
| Tschechischer Meister                       | 1995/96, 2007/08, 2008/09, 2016/17, 2018/19, 2019/20, 2020/21, 2024/25                                                                      |
| Meisterschaft Böhmen                        | 1897 Frühjahr, 1897 Herbst, 1898, 1899, 1900 und 1901                                                                                       |
| Meisterschaft Mittelböhmischer Gau          | 1918 und 1924 |
| Meisterschaft ČSF                           | 1913 und 1915 |
| Středočeský pohár                           | 1922, 1926, 1927, 1928, 1930, 1932, 1935 und 1941                                                                                           |
| Charity Cup (Pohár dobročinnosti)           | 1908, 1910, 1911 und 1912 |
| Tschechischer Pokalsieger                   | 1940/41, 1941/42, 1944/45, 1973/74, 1996/97, 1998/99, 2001/02, 2017/18, 2018/19, 2020/21, 2022/23                                           |
| Mitropapokalsieger                          | 1938 |
| UEFA -Intertoto-Cup-Sieger                  | 1970, 1972, 1977, 1978, 1986, 1992, 1993 |

## Meistermannschaft 1995/96
In Klammern die Anzahl der Spiele gefolgt von der Anzahl der Tore.
Jaromír Blažek (7-0), Jan Stejskal (23- 0); Radek Bejbl (28-9), Roman Hogen (5-0), Tomáš Hunal (20-0), Martin Hyský (28-2), Lukáš Jarolím (11-1), Jindřich Jirásek (3-0), Tomáš Klinka (2-0), Luboš Kozel (14-2), Ondrej Krištofík (24-1), Jiří Lerch (19-1), Dick Lidman (3-1), Leoš Mitas (1-0), Pavel Novotný (27-4), Martin Pěnička (24-2), Bohuslav Pixa (2-0), Karel Poborský (27-11), Václav Spal (1-0), Jan Suchopárek (22-1), Daniel Šmejkal (24-3), Vladimír Šmicer (28-9), Jiří Štajner (3-0), Robert Vágner (28-11), Jiří Vávra (26-3), František Veselý (1-0), Luděk Vyskočil (3-1)

## Spieler

### Aktueller Mannschaftskader 2024/25
Stand: 5. Januar 2025
| Nr. |              | Position | Name                  |
| --- | ------------ | -------- | --------------------- |
| 1   | Tschechien   | TW       | Ondřej Kolář          |
| 2   | Tschechien   | AB       | Štěpán Chaloupek      |
| 3   | Tschechien   | AB       | Tomáš Holeš           |
| 4   | Tschechien   | AB       | David Zima            |
| 5   | Nigeria      | AB       | Igoh Ogbu             |
| 6   | Norwegen     | MF       | Conrad Wallem         |
| 8   | Tschechien   | MF       | Lukáš Masopust        |
| 10  | Griechenland | MF       | Christos Zafeiris     |
| 11  | Tschechien   | ST       | Daniel Fila           |
| 12  | Senegal      | AB       | El Hadji Malick Diouf |
| 13  | Tschechien   | ST       | Mojmír Chytil         |
| 14  | Kamerun      | MF       | Simion Michez         |
| 17  | Tschechien   | MF       | Lukáš Provod          |
| 18  | Tschechien   | AB       | Jan Bořil             |
| 19  | Liberia      | MF       | Oscar Dorley          |
| 20  | Tschechien   | MF       | Alexandr Bužek        |
| 21  | Tschechien   | MF       | David Douděra         |
| 22  | Tschechien   | MF       | Lukáš Vorlický        |

| Nr. |              | Position | Name                |
| --- | ------------ | -------- | ------------------- |
| 23  | Tschechien   | MF       | Petr Ševčík         |
| 24  | Tschechien   | TW       | Aleš Mandous        |
| 25  | Tschechien   | ST       | Tomáš Chorý         |
| 26  | Slowakei     | ST       | Ivan Schranz        |
| 27  | Tschechien   | AB       | Tomáš Vlček         |
| 28  | Tschechien   | MF       | Filip Prebsl        |
| 32  | Tschechien   | ST       | Ondřej Lingr        |
| 33  | Tschechien   | TW       | Ondřej Zmrzlý       |
| 35  | Tschechien   | MF       | Matěj Jurásek       |
| 36  | Tschechien   | TW       | Jindřich Staněk     |
| 46  | Tschechien   | AB       | Mikuláš Konečný     |
| 48  | Tschechien   | MF       | Dominik Pech        |
|     | Nigeria      | ST       | Bolu Ogungbayi      |
|     | Tschechien   | TW       | Jan Sirotník        |
|     | Griechenland | MF       | Giannis-Fivos Botos |
|     | Tschechien   | MF       | David Pech          |
|     | Liberia      | MF       | Divine Teah         |
|     | Nigeria      | MF       | David Moses         |

### Ehemalige Spieler
- Radek Bejbl (1989–1996)
- Patrik Berger (1991–1995)
- Josef Bican (1937–1948, 1953–1956)
- Alexa Bokšay (1936–1943)
- Antonín Bradáč (1940–1951)
- Vojtěch Bradáč (1932–1939, 1940/41, 1942)
- Patrik Gedeon (2001–2005)
- Ota Hemele (1942–1946, 1948, 1950–1953, 1953–1959)
- Jiří Hildebrandt (1955–1969)
- Ladislav Hlaváček (1947–1953, 1957/58)
- Zdeněk Jánoš (1988–1994)
- František Junek (1928–1935)
- Ivo Knoflíček (1981/82, 1984–1988, 1995/96)
- Vlastimil Kopecký (1931–1950)
- Jan Košek (1903–1904, 1904–1912)
- Josef Kratochvíl (1923–1927, 1927–1930)
- Luboš Kubík (1982–1988, 1996)
- Pavel Kuka (1975–1987, 1989–1993, 2000–2005)
- Jan Lála (1955–1957, 1960–1969)
- Jiří Lerch (1992–2002)
- Karel Nepomucký (1956–1969)
- Tomáš Necid (1998–2009)
- Karel Piták (2002–2006)
- František Plánička (1923–1939)
- Karel Poborský (1995–1996)
- Antonín Puč (1925–1938)
- Emil Seifert (1921–1929, 1930–1934)
- František Svoboda (1926–1940)
- Vladimír Šmicer (1987–1996, 2007–2009)
- Nicolae Stanciu (2019–2022)
- Jan Stejskal (1994–1998)
- Jan Suchopárek (1991–1996, 2000–2003)
- Dušan Švento (2005–2009, 2016–)
- Ivo Ulich (1996–2001)
- Jan Vaník (1916–1926)
- František Veselý (1964–1980)
- Čestmír Vycpálek (1939–1940, 1942–1947)
- Rudolf Vytlačil (1935–1944)
- Ladislav Ženíšek (1929–1936)

## Ehemalige Trainer
- Johnny Madden (1905–1930)
- Josef Štaplík (1930–1933)
- Kálmán Konrád (1933–1935)
- Jan Reichert (1935–1938, 1949)
- Emil Seifert (1939–1946, 1952–1953)
- Josef Pojar (1946–1947)
- Viliam König (1947–1948, 1950–1951)
- Josef Bican (1954–1956)
- Antonín Rýgr (1956–1958, 59, 1960–1963, 1970–1972)
- Josef Forejt (1958, 1960, 1969–1970)
- Vlastimil Kopecký (1959)
- Karel Finek (1959–1960, 1963–1964)
- František Ipser (1964–1966)
- Vratislav Fikejz (1966)
- Mirko Paráček (1966)
- František Havránek (1966–1968)
- Jiří Nedvídek (1968–1969)
- Miroslav Linhart (1972)
- Rudolf Vytlačil (1973)
- Jaroslav Jareš (1973–1979, 1984–1986)
- Bohumil Musil (1979–1980)
- Josef Bouška (1981)
- Miroslav Starý (1981)
- Milan Máčala (1982–1984)
- Vlastimil Petržela (1986–1987,1990–1992)
- Tomáš Pospíchal (1987–1988)
- Ivan Kopecký (1988–1989)
- Jozef Jarabinský (1992–1993)
- Jindřich Dejmal (1993–1994)
- Miroslav Beránek (1994–1995, 2001–1903)
- František Cipro (1995–1997, 1999–1900, 2010)
- Pavel Tobiáš (1997–1998)
- Petr Rada (1998)
- Jaroslav Hřebík (1998–1999)
- Karel Jarolím (2000–2001, 2005–2010)
- Josef Pešice (2001)
- Josef Csaplár (2004–2005)
- Michal Petrouš (2010–2011)
- František Straka (2011–2012)
- Martin Poustka (2012)
- Petr Rada (2012–2013)
- Michal Petrouš (2013)
- Miroslav Koubek (2013–2014)
- Alex Pastoor (2014)
- Miroslav Beránek (2014–2015)
- Dušan Uhrin jr. (2015–2016)
- Jaroslav Šilhavý (2016–2017)
- Jindřich Trpišovský (ab 2017)

## Bisherige Stadien
Von 1897 bis 1945 spielte Slavia im eigenen Stadion dem Stadion Slavie na Letné auch Stadion Slavii im nordwestlichen Stadtteil Letná in Nachbarschaft zum größten Rivalen Sparta. Nachdem das Stadion während des Prager Aufstandes von der Wehrmacht gezielt niedergebrannt worden war, verbrachte Slavia drei Jahre im Asyl, ehe 1948 im Südosten der Stadt im Stadtteil Vršovice im Eden ein neues Zuhause gefunden wurde. 2000 war das Stadion Eden nicht mehr für die 1. Liga geeignet, Slavia musste ein neues Stadion finden und zog ins Stadion Evžena Rošického des Fußballverbands, das von den Fans nie angenommen wurde. Der Ausbau des Eden war schon 1984 geplant. 2004 wurde das Eden abgerissen, 2005 sollte an gleicher Stelle ein neues Stadion entstehen.
Baubeginn war im Oktober 2006. Bis März 2008 entstand ein Stadion für 21.000 Menschen. Seit Juli 2022 trägt das Stadion den Namen Fortuna Arena.

## Vereinsnamen
- ACOS Praha (1892–1894)
- SK Slavia Praha (1895–1948)
- Sokol Slavia Praha VII (1948–1949)
- ZSJ Dynamo Slavia Praha (1949–1953)
- DSO Dynamo Praha (1953–1954)
- TJ Dynamo Praha (1954–1964)
- TJ Slavia Praha (1964–1968)
- SK Slavia Praha (1968–1973)
- TJ Slavia Praha IPS (1973–1978)
- SK Slavia Praha IPS (1978–1991)
- SK Slavia Praha (seit 1991)

## Hockey
| Europapokalbilanz Herren Feld |                           |        |       |              |
| Jahr                          | Wettbewerb                | Niveau | Platz | Ort          |
| 1972                          | Club Champions Cup        | 1      | 4     | Frankfurt/M. |
| 1973                          | Club Champions Cup        | 1      | 8     | Frankfurt/M. |
| 1976                          | Club Champions Cup        | 1      | 4     | Amsterdam    |
| 1977                          | Club Champions Cup        | 1      | 7     | London       |
| 1978                          | Club Champions Cup        | 1      | 7     | Barcelona    |
| 1979                          | Club Champions Cup        | 1      | 6     | Den Haag     |
| 1983                          | Club Champions Trophy     | 2      | 5     | Subotica     |
| 1988                          | Club Champions Trophy     | 2      | 5     | Helsinki     |
| 1989                          | Club Champions Trophy     | 2      | 7     | Lisburn      |
| 1991                          | Club Champions Trophy     | 2      | 5     | Olten        |
| 1992                          | Club Champions Trophy     | 2      | 2     | Prag         |
| 1993                          | Club Champions Trophy     | 2      | 4     | Prag         |
| 1995                          | Cup Winners Trophy        | 2      | 2     | Brüssel      |
| 1996                          | Club Champions Trophy     | 2      | 7     | Prag         |
| 1997                          | Club Champions Challenge  | 3      | 5     | Stockholm    |
| 1998                          | Club Champions Challenge  | 3      | 2     | Glasgow      |
| 1999                          | Cup Winners Trophy        | 2      | 7     | Wettingen    |
| 2000                          | Club Champions Trophy     | 2      | 5     | Belfast      |
| 2001                          | Club Champions Trophy     | 2      | 4     | Antwerpen    |
| 2002                          | Club Champions Trophy     | 2      | 5     | Wettingen    |
| 2003                          | Club Champions Trophy     | 2      | 5     | Rom          |
| 2004                          | Club Champions Trophy     | 2      | 1     | Prag         |
| 2005                          | Club Champions Cup        | 1      | 5     | Amsterdam    |
| 2006                          | Club Champions Cup        | 1      | 7     | Cannock      |
| 2007                          | Cup Winners Trophy        | 2      | 7     | Prag         |
| 2008                          | EuroHockey Club Trophy    | 2      | 5     | Paris        |
| 2009                          | EuroHockey Club Challenge | 3      | 3     | Prag         |
| 2010                          | EuroHockey Club Challenge | 3      | 1     | Wien         |
| 2011                          | EuroHockey Club Challenge | 3      | 3     | Lousada      |
| 2012                          | EuroHockey Club Challenge | 3      | 4     | Zagreb       |
| 2013                          | EuroHockey Club Challenge | 3      | 3     | Prag         |
| 2014                          | EuroHockey Club Challenge | 3      | 1     | Rakovnik     |
| 2015                          | EuroHockey Club Trophy    | 2      | 2     | Dublin       |
| 2016                          | EuroHockey Club Trophy    | 2      | 4     | Glasgow      |
| 2017                          | Club Trophy               | 2      | 8     | Elektrostal  |

Erfolge Herren
- EuroHockey Club Champions Trophy: 2004
- EuroHockey Club Challenge: 2010, 2014, 2018
- Landesmeister im Feldhockey: 1971, 1972, 1975, 1976, 1977, 1978, 1979, 1982, 1983, 1984, 1985, 1987, 1988, 1990, 1991, 1992, 1995, 1996, 1997, 1999, 2000, 2001, 2002, 2003, 2004, 2005, 2007, 2008, 2009, 2011, 2012, 2013, 2014, 2015
- EuroHockey Indoor Club Champions Challenge II: 2006
- Landesmeister im Hallenhockey: 1976, 1977, 1978, 1979, 1980, 1982, 1983, 1992, 1997, 1998, 1999, 2000, 2001, 2006, 2009, 2012, 2013, 2014

Erfolge Damen
- EuroHockey Club Champions Challenge: 2007
- EuroHockey Club Champions Challenge II: 2013
- Landesmeister im Feldhockey: 1965, 1967, 1968, 1974, 1975, 1976, 1977, 1978, 1979, 1980, 1982, 1986, 1988, 1989, 1994, 1995, 1996, 1997, 1998, 1999, 2000, 2001, 2004 2005, 2006, 2008, 2010, 2013, 2014, 2015
- EuroHockey Indoor Club Champions Trophy: 2012
- EuroHockey Indoor Club Champions Challenge: 2010
- Landesmeister im Hallenhockey: 1970, 1975, 1976, 1977, 1978, 1979, 1980, 1981, 1982, 2000, 2004, 2005, 2006, 2007, 2008, 2009, 2013, 2014, 2015